# باب نولان
باب نولان (انگلیسی: Bob Nolan؛ ۱۳ آوریل ۱۹۰۸ – ۱۶ ژوئن ۱۹۸۰) یک موسیقی‌دان اهل کانادا بود. وی بین سال‌های ۱۹۳۳ تا ۱۹۴۹ میلادی فعالیت می‌کرد.